# Exechia flabellipennis
Exechia flabellipennis är en tvåvingeart som först beskrevs av Günther Enderlein 1910.  Exechia flabellipennis ingår i släktet Exechia och familjen svampmyggor.
Artens utbredningsområde är Seychellerna. Inga underarter finns listade i Catalogue of Life.